# Le Bon Juge (film, 1913)
Pour les articles homonymes, voir Le Bon Juge.
Pour plus de détails, voir Fiche technique et Distribution.
Le Bon Juge est un film muet français réalisé par Charles Prince, sorti en 1913.
Le film est une adaptation de la comédie en trois actes Le Bon Juge d'Alexandre Bisson, créée à Paris, au Théâtre du Vaudeville le 5 janvier 1901. L'adaptation a été réalisée par Georges Monca.

## Fiche technique
- Titre : Le Bon Juge
- Réalisation : Charles Prince
- Scénario et adaptation : Georges Monca, d'après la pièce Le Bon Juge d'Alexandre Bisson
- Photographie :
- Montage :
- Société de production : Pathé Frères
- Société de distribution : Pathé Frères
- Pays d'origine :  France
- Langue : film muet avec les intertitres en français
- Métrage : 720 mètres
- Format : Noir et blanc — 35 mm — 1,33:1 — Muet
- Genre :  Comédie
- Durée : 24 minutes
- Dates de sortie : 
  -  France : 9 mai 1913

## Distribution
- Charles Prince : le juge Leplantois
- Yvonne Maëlec : Luce de Perpignan
- Gabrielle Lange
- Gabrielle Chalon
- Pépa Bonafé
- Henri Bosc
- Yvonne Harnold
- André Simon
- Fernand Rivers